# Велебит
Ве́лебит (хорв. Velebit v̞ɛlɛ̌bit, итал. Alpi Bebie) — горный массив в Хорватии. Высочайшая точка массива — гора Вагански Врх (хорв. Vaganski Vrh), 1757 м — одна из высочайших вершин страны.

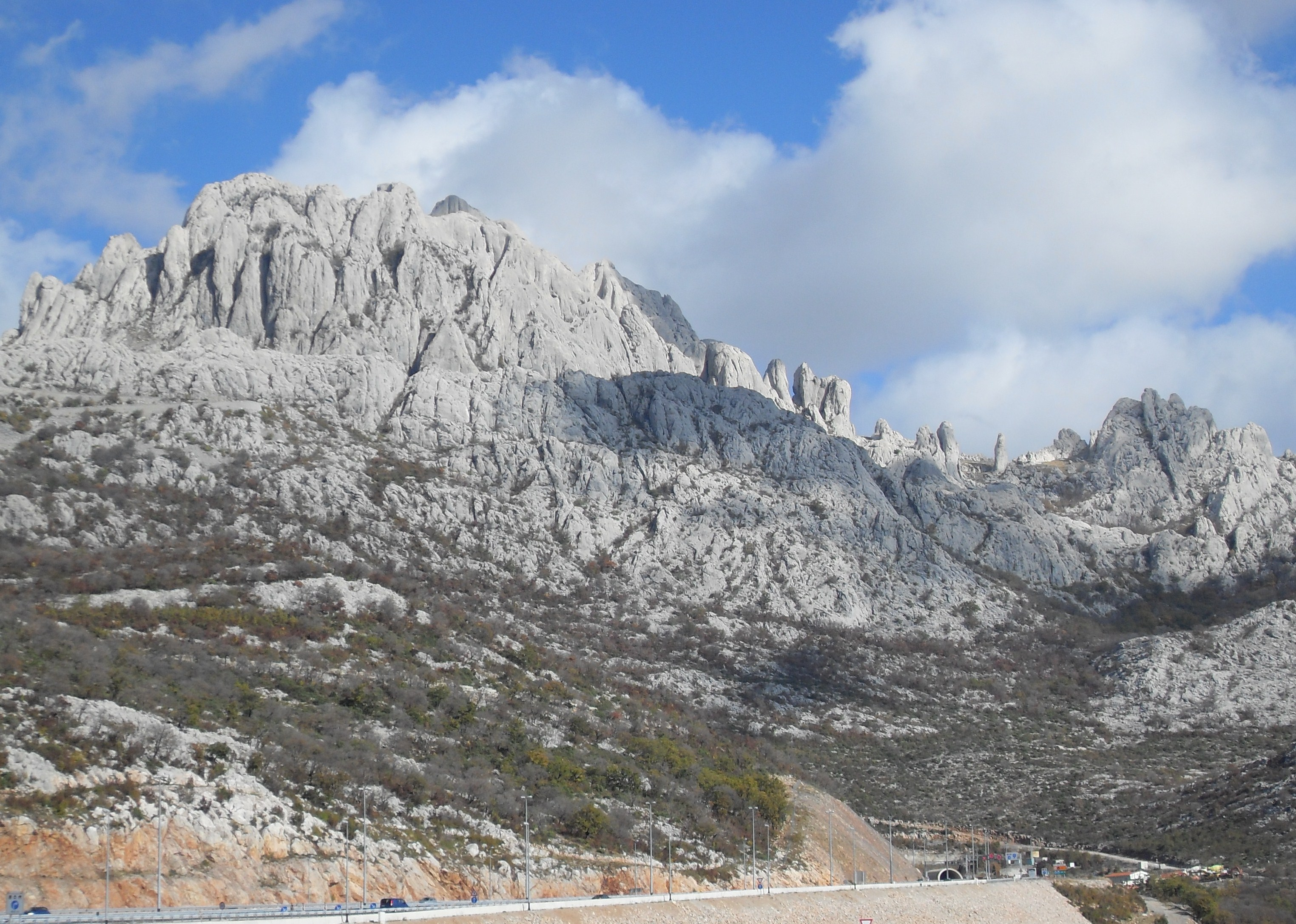
Южный Велебит

Хребет вытянут с северо-запада на юго-восток вдоль Адриатического моря, отделяя побережье от региона Лика в глубине страны. Хребет круто обрывается к морю. Некоторые вершины свыше 1600 метров находятся всего в нескольких километрах от морского побережья. Велебит начинается неподалёку от города Сень, у перевала Вратник, который отделяет Велебит от Горского Котара. Заканчивается неподалёку от города Книн, где соприкасается с перпендикулярно расположенным Динарским нагорьем.
Обычно Велебит делится на четыре части:
- Северный Велебит — между перевалами Вратник и Велики Алан. По перевалу Вратник проходит шоссе от города Сень в континентальную Хорватию. Высочайшая вершина — Мали Райинац (Mali Rajinac) — 1699 м.
- Средний Велебит — между перевалами Велики Алан и Башке Оштарие. Через перевал Башке Оштарие идёт дорога от побережья к городу Госпич — столице Лики. Высочайшая вершина — Шаторина (Šatorina) — 1624 м.
- Южный Велебит — между Башке Оштарие и Мали Алан. Высочайшие горы находятся в национальном парке Пакленица, расположенном в этой части хребта — Вагански Врх (1757 м) и Свето Брдо (1753 м).
- Юго-восточный Велебит — часть хребта, расположенная в удалении от моря, между перевалом Мали Алан и Книном. Существенно ниже других частей Велебита.

Вся территория Велебита объявлена природным парком, на его территории расположены два национальных парка — Северный Велебит и Пакленица. На территории массива находятся две глубочайшие пещеры Хорватии — Лукина яма (Lukina jama) — 1392 м в глубину, и Словачка яма — 1320 м.